# Johan Mandelberg
Johan Edvard Mandelberg (født 22. januar 1730 på sørejse fra Stockholm til Livland, død 8. januar 1786 i København) var en svensk-dansk maler.

## Læretid
Mandelberg var søn af en svensk maler (død 11. april 1747) og blev født i Stockholm 22. juni 1731. Faderen lærte ham at tegne og bruge en pensel; ved at se Lembkes slagbilleder på Drottningholm fik ynglingen lyst til bataillemaleriet, og tre fornemme svenske sendte ham 1752 til Paris med 300 rigsdaler i lommen. I Paris fik han arbejde hos François Boucher, en besynderlig mester at lære slagmaleri af, led nød og måtte hugge sig igennem ved at gøre små bataillebilleder med pen og tusch.

## Til Danmark
Han sluttede venskab med sin landsmand Alexander Roslin og med medaljøren Magnus Gustavus Arbien. For at vinde Mandelberg for Danmark skrev Arbien om ham til Carl Gustaf Pilo; det lykkedes at interessere Joachim Wasserschlebe (dansk legationssekretær i Paris), J.H.E. Bernstorff og Adam Gottlob Moltke og gennem dem Frederik V for Mandelberg, og kongen skænkede ham flere år igennem en for den tid ikke ringe understøttelse, mod at Mandelberg forpligtede sig til "ewig Däne zu sein". Så kom han da til Rom, hvor han traf Wiedewelt, med hvem han sluttede et venskab, som kun døden gjorde ende på. i Rom malede han flere slagstykker: til Wiedewelt, til hofmarskal Johan Bülow osv. I oktober 1758 kom han til København, hvor han 1759 både blev agreeret af Kunstakademiet og optaget til medlem af dette. Da billedhuggeren Johann Christoph Petzold, som havde vendt Akademiet og København ryggen, endelig 1763 var død i Altona, fik Mandelberg det således ledigblevne (ulønnede) professorat ved Akademiet. I 1768 fik han ved Wiedewelts uegennyttighed 300 Rigsdaler af Akademiets sparepenge, omtrent på samme tid 300 Rigsdaler årlig af kongens kasse. Snart efter, 9. oktober 1771, ægtede han Hedevig Sørensen; hun må være død før januar 1774, hvorefter en søster til Mandelberg styrede hans hus, til han anden gang indgik ægteskab.

## Historiemaler
I hans egentlige fag, slagmaleriet, blev der her hjemme ingen brug af betydning for ham, om han end var "kongelig Hof-Historie- og Bataillemaler". Han blev sysselsat nok, næsten mere, end han kunne overkomme, så han måtte bruge dygtige malersvende fra kunstskolens klasser - som Nicolai Abildgaard - til at male efter hans udkast, men det var ”Ovidische Historien” (dvs. mytologiske billeder) og ”galante Skilderier” à la Boucher, man forlangte af ham. Han gjorde da også en hob sådanne ting, som kunne regnes for præsentable dekorationsbilleder, således plafondmaleriet i Riddersalen på (det i 1794 nedbrændte) Christiansborg og flere andre lignende billeder der. I kuppelen på Fredensborg Slot malede han fra 1758-68 8 store billeder efter motiver fra Iliaden, de hæver sig ikke over det almindelige; også plafondmaleriet i Jourværelset og dørstykket Sommeren sammesteds som og forskellige billeder, der fik plads i Marskalsbygningen, ere af ham. I 1761 havde han gjort et plafondbillede, Neptun, til Kronborg, i 1769-72 forskellige arbejder til Frederiksberg Slot. Den Kongelige Malerisamling bevarer 2 eller 3 billeder af ham. Hans medlemsstykke, Træfning mellem Kristne og Tyrker, og et lignende, som tilhørte Wiedewelt, have sikkert været noget af det bedste, han har ydet som bataillemaler.
Mandelberg var altså ingen stor kunstner, om end adskillige af hans samtidige påstod det, men dog heller ikke så lille, som den bidske og med alt misfornøjede Basilius von Ramdohr vil gøre ham. Han havde 26. maj 1781 ægtet Anna Margrethe Meyer (født 1751). Mandelberg døde 8. august 1786 og efterlod sin enke i armod. I 1794 og senere tilstedes der hende pengehjælp af den ved Akademiets salon udstillede fattigblok! Hun døde 5. maj 1823.
Mandelberg blev begravet på Nikolaj Kirkegård.

## Ekstern henvisning
- Johan Mandelberg på Kunstindeks Danmark/Weilbachs Kunstnerleksikon

## Reference
1. ↑  Kunstindeks Danmark & Weilbachs kunstnerleksikon
2. ↑  82 (Dansk biografisk Lexikon / XI. Bind. Maar – Müllner)